# Каледин, Анатолий Сергеевич
Анатолий Сергеевич Каледин (24 апреля 1937 года, Емельяново — 27 января 2016 года, Москва) — советский пилот. Заслуженный пилот СССР (1985).

## Биография
Родился 24 апреля 1937 года в деревне Емельяново Вологодской области.
В 1981 году награжден орденом Трудового Красного Знамени.
За годы летной работы научил летать на ИЛ-86 около сорока учеников. Депутат 11 созыва Верховного Совета СССР. 26 декабря 1980 года совместно с Виктором Калимановым выполнил первый пассажирский рейс на аэробусе ИЛ 86 по маршруту Москва-Ташкент-Москва.
Умер 27 января 2016 года. Похоронен в Москве на Троекуровском кладбище.

## Личная жизнь
Женат. Жена — Каледина Ольга Викторовна. Двое детей: Евгений и Алексей.